# 유보 (패헌왕)
패헌왕 유보(沛獻王 劉輔, ? ~ 84년)는 후한 전기의 황족으로, 광무제의 아들이다.

## 생애
건무 15년(39년)에 우익공(右翊公)에 봉해지고, 2년 후 곽태후가 중산태후로 격하되었을 때 중산왕으로 옮겨지고 상산을 식읍으로 받았다. 건무 20년(44년)에 패왕으로 전봉되었다.
이때 제후왕들은 아직 서울에 있어 서로 명예를 다투었고, 각자 빈객들을 많이 모았다. 유보는 경시제의 아들 유리를 빈객으로 두어 총애하였는데, 유리가 유분자를 아버지의 원수로 여기자 그를 위하여 자객을 모아 유분자의 형 유공을 죽였다. 결국 죄를 받아 하옥되었으나 며칠 후 풀려나 봉국으로 부임하였고, 광무제는 여기에 연루된 제후왕의 빈객들을 처벌하였다. 건무 28년(52년)의 일이었다.
유보는 법도와 경서를 좋아하여, 《경씨역》·《효경》·《논어》와 도참을 잘 담론하였다. 또 오경을 논하여 패왕통론(沛王通論)이라고 이름붙였고, 유보 본인은 현왕(賢王)이라고 일컬어졌다. 명제는 유보를 존중하여 여러 차례 상을 내렸다.
원화 원년(84년)에 죽어 시호를 헌(獻)이라 하였고, 아들 유정이 작위를 이었다.

## 출전
- 범엽, 《후한서》 권1하 광무제기 下·권3 숙종효장제기·권42 광무십왕열전

| 선대 (첫 봉건) | 후한의 우익공 39년 4월 정사일 - 41년 10월 신사일 | 후대 (봉국 폐지) |

| 선대 (4년 전) 유무 | 후한의 중산왕 41년 10월 신사일 - 44년 6월 을미일 | 후대 (10년 후) 동생 중산간왕 유언 |

| 선대 (첫 봉건) | 후한의 패왕 44년 6월 을미일 - 84년 6월 신유일 | 후대 아들 패희왕 유정 |